# Fulvio Valbusa
Fulvio Valbusa, né le 15 février 1969 à Vérone, est un ancien fondeur italien. Il est le frère de la fondeuse Sabina Valbusa.
Il est champion olympique du relais en 2006 et est double médaillé en individuel aux Championnats du monde (1999 et 2005).

Il est actuellement Inspecteur des eaux et forêts[réf. souhaitée]

## Palmarès

### Jeux olympiques
| Épreuve / Édition | Albertville 1992 | Lillehammer 1994 | Nagano 1998 | Salt Lake City 2002 | Turin 2006 |
| Sprint            |                  |                  |             | 27e                 |            |
| 10 km             |                  | 29e              | 11e         |                     |            |
| 15 km             |                  |                  |             | 31e                 | 12e        |
| Poursuite         |                  | 22e              | 5e          | 18e                 |            |
| 30 km             | 17e              |                  | 5e          |                     |            |
| 50 km             |                  |                  | 5e          |                     | 30e        |
| Relais 4 × 10 km  |                  |                  | Argent      |                     | Or         |

### Championnats du monde
| Épreuve / Édition | Falun 1993 | Thunder Bay 1995 | Trondheim 1997 | Ramsau 1999 | Lahti 2001 | Val di Fiemme 2003 | Oberstdorf 2005 |
| 10 km             | 19e        | 16e              | 6e             | 10e         |            |                    |                 |
| 15 km             |            |                  |                |             | 26e        | 48e                | Argent          |
| Poursuite         | 11e        | 16e              | 5e             | Bronze      | 8e         |                    | 9e              |
| 30 km             |            |                  | 5e             | 4e          |            |                    |                 |
| 50 km             |            |                  |                | 15e         | 14e        | 18e                |                 |
| Relais 4 × 10 km  |            | Bronze           | Bronze         | Bronze      |            | 10e                | 4e              |

### Coupe du monde
- Meilleur classement général : 3e en 1997.
- 13 podiums individuels dont 2 victoires.
- 7 podiums en relais dont 1 victoire.